# Blumhouse Productions
Blumhouse Productions est une société de production américaine fondée par le producteur Jason Blum.
L’entreprise est principalement connue pour avoir produit des films d'horreur et/ou thrillers à petit budget, dont certains sont devenus des franchises comme Paranormal Activity, American Nightmare, Happy Birthdead, Insidious ou encore Five Nights at Freddy's.
La société est également présente dans la production de programmes télévisés, l'édition de livre, comics et de jeux vidéos via des filiales dédiées et distribue parfois elle-même des films via sa société de distribution BH Tilt.

## Historique
Le « modèle Blumhouse » de films à petit budget est mis en avant en 2009 avec la sortie de Paranormal Activity. Ce film found footage, tourné pour moins de 15 000 $ et distribué par Paramount Pictures, récolte 193 millions de recettes mondiales. Dès lors, ce succès fait naitre une franchise. En 2011, Blumhouse réitère le procédé avec Insidious de James Wan, qui engendre 97 millions de recettes dans le monde, pour un budget de 1,5 million. Plusieurs autres films connaitront alors des suites.
Blumhouse développe très vite un lien avec des réalisateurs comme James Wan, Mike Flanagan, James DeMonaco et Scott Derrickson. En 2013, Blumhouse connait un nouveau succès mondial avec American Nightmare (The Purge), qui récolte plus de 89 millions de dollars dans le monde, pour un budget de 3 millions..
En 2011, Blumhouse signe un partenariat avec Universal Pictures pour la distribution partielle de son catalogue.
En 2014, la société participe notamment à la production du film Whiplash de Damien Chazelle, dans un registre très différent des productions habituelles du studio. Le film récolte de très nombreuses récompenses et nominations et remporte même trois Oscars en 2015 dont celui du meilleur acteur dans un second rôle pour J. K. Simmons. La même année, Blumhouse produit toujours des films d'horreur, notamment Ouija, adapté du jeu du même nom, qui rapporte plus de 100 millions de dollars dans le monde pour un budget d'environ 5 millions.
En 2015, Blumhouse produit notamment le film Unfriended. Ce film found footage met en scène le cyberharcèlement d'adolescents sur les réseaux sociaux. La société finance également un film d'un réalisateur assez connu, M. Night Shyamalan, qui s'essaie alors au found footage avec The Visit. Blumhouse se lance par ailleurs dans le film musical avec Jem et les Hologrammes, adaptation cinématographique de la série d'animation du même nom.
Dès 2015, la filiale Blumhouse Books publie plusieurs romans horrifiques : The Blumhouse Book of Nightmares: The Haunted City, The Apartment ou encore Feral.
En 2016, Blumhouse élargit ses genres avec le western In a Valley of Violence de Ti West, avec Ethan Hawke et John Travolta. Elle connait par ailleurs de nouveaux succès au box-office avec Split de M. Night Shyamalan, puis avec Get Out de Jordan Peele, qui sort en 2017. Blumhouse annonce ensuite qu'elle coproduira la suite de Split, intitulée Glass, qui sera également liée à Incassable. Le film est prévu pour début 2019.
Blumhouse annonce qu'ils produiront le prochain volet de la franchise Halloween, après neuf ans d'absence. Il sera réalisé par David Gordon Green et produit par John Carpenter, réalisateur du premier film et créateur de la franchise. La même année, Blumhouse lance l'adaptation de la série de films American Nightmare en série télévisée, marquant la première déclinaison télévisée de l'une de ses franchises.
Fin 2022, il est annoncé que la société est en discutions pour fusionner avec la société Atomic Monster de James Wan. La fusion est finalisée en janvier 2024. Les deux sociétés continueront à opérer comme deux labels autonomes, avec leurs propres direction artistique et identité de marque. Cette fusion permet également à Atomic Monster d'hériter du contrat de premier regard de Blumhouse avec Universal Pictures et d'utiliser leurs infrastructures pour s'occuper de ses activités. En juin 2025, il est annoncé que le studio a acquis les droits de licence pour Saw de Twisted Pictures, possédant à parts égales la franchise avec Lionsgate,.

## Productions
Sauf indication contraire, les informations mentionnées dans cette section peuvent être confirmées par la base de données cinématographiques IMDb,  présente dans la section « Liens externes ».

### Télévision viaBlumhouse Television

#### Séries télévisées
- 2012 : The River
- 2014 : Ascension
- 2015 : Eye Candy
- 2015 : South of Hell
- 2016 : Les 12 jours sanglants de Noël (12 Deadly Days)
- 2018 : Sharp Objects
- 2018-2020 : Sacred Lies
- 2018 : Ghoul
- 2018-2019 : The Purge
- 2018-2021 : Into the Dark
- 2019 : The Loudest Voice
- 2020 : Vetâla (Betaal)
- 2020 : The Good Lord Bird
- 2022 : The Thing About Pam
- 2023 : Dolores Roach (The Horror of Dolores Roach)
- 2024 : The Sticky
- 2025 : The Bondsman
- dès 2025 : The Rainmaker
- dès 2026 : Scarpetta

#### Séries documentaires
- 2015 : The Jinx (The Jinx: The Life and Deaths of Robert Durst) (saison 1)
- 2019 : Smiley Face Killers: The Hunt For Justice
- 2019 : No One Saw a Thing
- 2020 : A Wilderness of Error
- 2020 : History's Greatest Mysteries: Roswell – First Witness
- 2021 : Meurtres En Floride (Florida Man Murders)
- 2021 : The People v. The Klan
- 2021 : Fall River
- 2021 : Implacable (Relentless)
- 2021 : What Happened, Brittany Murphy?
- 2021 : Ten Weeks
- depuis 2022 : Un bail en enfer (Worst Roommate Ever)
- 2022 : The Anarchists
- 2022 : Blumhouse's Compendium of Horror
- 2022 : Dangerous Breed: Crime. Cons. Cats.
- 2023 : Floribama Murders
- 2023 : True Crime Story: Look Into My Eyes
- 2024 : La Chorale (Choir)
- 2024 : Les Ex de l'enfer (Worst Ex Ever)
- 2024 : Cabin in the Woods

#### Émissions et divertissements
- 2013 : Stranded
- 2015-2016 : Hellevator
- 2016 : Judgment Day: Prison or Parole?
- 2017 : Cold Case Files
- 2024 : Gâteaux tueurs (Killer Cakes)

### Livres et comics viaBlumhouse Book
- 2015 : The Blumhouse Book of Nightmares: The Haunted City de divers auteurs
- 2016 : The Apartment de S.L. Grey
- 2017 : Feral de James DeMonaco et B.K. Evenson
- 2017 : Meddling Kids d'Edgar Cantero
- 2017 : Haunted Nights de divers auteurs
- 2017 : Sleight de Ryan Parrott
- 2018 : This Body's Not Big Enough for Both of Us d'Edgar Cantero
- 2018 : Bad Man de Dathan Auerbach
- 2018 : Hark! The Herald Angels Scream de divers auteurs